# Gasi-Motorradwagen-Gesellschaft
Die Gasi-Motorradwagen-Gesellschaft mbH war ein deutsches Unternehmen der  Automobilindustrie. Eine Quelle verwendet die Firmierung Gasi-Motorwagen GmbH.

## Beschreibung
Das Unternehmen hatte seinen Sitz in Berlin-Dahlem. Gründer waren die Herren Fritz Gary und Edmund Sieloff. 1921 (nach einer anderen Quelle von 1920 bis 1923) stellte es Kraftfahrzeuge her.
Das einzige Modell war der Motorradwagen, ein dreirädriges Fahrzeug mit einzelnem Vorderrad und differentialloser Hinterachse. Angetrieben wurde der Tandem-Zweisitzer von einem luftgekühlten Zweizylinder-V-Motor, dessen Kraft mittels Kette an die Hinterräder weitergeleitet wurde. Eine andere Quelle nennt einen Einzylinder-Viertaktmotor mit 498 cm³ Hubraum.